# San Miguel Beermen
I San Miguel Beermen sono una squadra professionistica di pallacanestro che milita nella Philippine Basketball Association (PBA). È una delle tre squadre della PBA di proprietà del gruppo San Miguel Corporation, insieme ai Barangay Ginebra Kings e ai Magnolia Chicken Timplados Hotshots.
Si tratta della franchigia di maggior successo nella storia della PBA e dell'unica ancora attiva tra quelle originali della lega. I Beermen detengono il record di 29 titoli e oltre 1.200 vittorie complessive. Inoltre, hanno conquistato il Grand Slam nel 1989 e il Perpetual Jun Bernardino Trophy dopo aver vinto tre edizioni consecutive della PBA Philippine Cup dal 2015 al 2017.
I San Miguel Beermen sono l'unica squadra ad aver vinto almeno un titolo della PBA in ciascuna delle sei decadi di esistenza della lega. Inoltre, sono stati la prima squadra professionistica di basket a rimontare da uno svantaggio di 0-3 per vincere una serie playoff al meglio delle sette partite, impresa compiuta nelle Finals della PBA Philippine Cup 2015-16.

## Storia

### Origini
La San Miguel Corporation aveva una squadra di basket nella Manila Industrial and Commercial Athletic Association (MICAA), già prima della seconda guerra mondiale. La lega commerciale era simile alla NCAA, in cui il basket era uno dei vari sport; infatti nella MICAA si disputavano competizioni di baseball, pallavolo, calcio e altri sport, ma il basket divenne lo sport più popolare. I San Miguel Braves (o Greenshirts) non vinsero mai un titolo della MICAA, ma disputarono la finale per il campionato in tre occasioni duranti i primi anni settanta.
Poi nel 1975 la San Miguel fu una delle nove aziende che fondarono la Philippine Basketball Association, la prima lega professionistica di basket al di fuori degli Stati Uniti.

### Gli esordi in PBA e il primo successo (1975-1986)
Con la formazione della PBA, la San Miguel mantenne la sua squadra di basket nella MICAA, ma il team della PBA adottò il nome Royal Tru Orange, allora un marchio di bevande analcoliche di proprietà di San Miguel. 
Nella stagione di esordio la squadra ottenne il terzo posto in tutte e tre le conferenze di quella stagione. Guidati da giocatori come Manny Paner, Yoyong Martirez ed Ernesto Estrada, i Royal Tru-Orange si affermarono rapidamente come una forza competitiva nel campionato. Nel 1979, grazie anche all'aiuto degli import statunitensi Otto Moore e Larry Pounds, i Beermen conquistarono il loro primo titolo PBA nell'Open Conference, sconfiggendo i Toyota Tamaraws in una serie di quattro partite. Questo successo interruppe il dominio delle squadre storiche come il Crispa ed il Toyota, segnando l'inizio di una nuova era per la franchigia. 
Nel 1980 la squadra per la prima volta assunse il suo iconico nome di San Miguael Beermen e nel 1982, sotto la guida dell'allenatore Tommy Manotoc e con l'import Norman Black, vinsero l'Invitational Conference, battendo i Crispa Redmanizers in tre partite. Questo periodo consolidò la reputazione della squadra come una delle principali contendenti nel panorama del basket filippino.
Nel 1985, la franchigia giocò con il nome di Magnolia Ice Cream (che all’epoca era una divisione della San Miguel Corporation) e come Magnolia Quench Plus durante la Reinforced Conference. Nonostante l'impegno dell'allenatore-giocatore Norman Black, il Magnolia non riuscì a conquistare nessun titolo, pur arrivando in finale nella Open Conference, dove perse contro i Great Taste Coffee Makers in sei partite.
Dopo la stagione 1985, la franchigia chiese un periodo di sospensione dalla lega a seguito della cosiddetta Rivoluzione del Potere Popolare che scoppio nelle Filippine nel febbraio 1986, che portò alla destituzione di Ferdinand Marcos, perché il presidente dell'epoca della San Miguel Corporation, Danding Cojuangco, lasciò il paese insieme a Marcos.
All'inizio della stagione 1986, alcuni giocatori del Magnolia furono assorbiti dalla nuova franchigia della PBA, gli Alaska Milk. Il club tornò in campo durante la terza conference della stagione 1986, con il nome di Magnolia Cheese, con una nuova squadra composta da ex giocatori della Northern Cement, tra cui Hector Calma, Samboy Lim, Allan Caidic, Franz Pumaren, Elmer Reyes, Yves Dignadice, Alfie Almario, Pido Jarencio e Tonichi Yturri.

### L'era del "Grand Slam" (1987-1989)
Nella Reinforced Conference del 1987, la squadra tornò al suo nome storico, San Miguel Beermen. Sebbene in seguito i Beermen sarebbero tornati a indossare le tradizionali divise rosse e bianche, durante quella Conference giocarono con una divisa verde e bianca.
Sempre nello stesso arrivo come giocatore straniero lo statunitense Bobby Parks, il quale guidò il San Miguel alla vittoria della Reinforced Conference, conquistando il primo titolo della franchigia dopo cinque anni, sconfiggendo in finale i Hills Bros. Coffeemakers in cinque partite.
Il San Miguel continuò la sua striscia vincente nella stagione PBA del 1988, conquistando l’Open Conference. Dopo un quarto posto nella conference successiva, la squadra scambiò Guidaben con Ramón Fernández dei Purefoods. La trade avvenne nel pieno di una disputa tra Fernandez e la dirigenza di Purefoods. Con Fernandez in squadra, i Beermen conquistarono un altro titolo, battendo in finale i Shell Rimula-X nella Reinforced Conference, con Fernandez che vinse il suo quarto e ultimo premio di Most Valuable Player.
Il 1989 fu un anno leggendario per i San Miguel Beermen. Sotto la guida dell'allenatore Norman Black, che aveva già avuto esperienze vincenti come giocatore e tecnico, la squadra riuscì a ottenere una storica tripletta, vincendo tutte e tre le conferenze della stagione.
La conference che aprì l'anno fu la Open Conference, che consentiva alle squadre di avere fino a due giocatori stranieri nelle rotazioni.
I San Miguel scelse di schierare la guardia, Michael Phelps, ed il playmaker, Ennis Whatley, entrambi giocatori di grande esperienza provenienti dalla NBA. Dopo aver superato i due turni eliminatori con 10 vittorie in altrettante partite e, dopo aver superato agilmente anche le semifinali, in finale affrontarono i Shell Turbo Chargers ma non ci fu partita contro l'esperienza, il talento e la potenza dei Beermen che dominarono la serie per 4-1, aggiudicandosi il titolo della Open Conference 1989.
Il San Miguel proseguì la stagione con la All-Filipino Conference, una competizione riservata ai giocatori delle Filippine; nella conference sotto la guida di Ramón Fernández, Hector Calma e Ato Agustin, i Beermen dimostrarono una superiorità netta rispetto alle altre squadre, giungendo facilmente alle finali dove si affrontò contro i Purefoods Hotdogs. Questa volta, i Beermen potevano contare su Ramón Fernández, ex allenatore-giocatore proprio dei Purefoods fino alla stagione precedente, che si trovò ad affrontare i suoi ex compagni di squadra Alvin Patrimonio, Jojo Lastimosa e Jerry Codiñera. Un altro duello interessante fu quello tra gli allenatori, da una parte Norman Black per San Miguel e dall'altra Virgilio Dalupan per i Purefoods. Il San Miguel vinse la serie in sei partite, dopo essere stato sorpreso nella Gara 1 della serie. I Beermen conquistarono il loro primo titolo nella All-Filipino Conference il 3 settembre 1989, dominando l'ultimo quarto con un parziale di 43-32 e sconfiggendo gli Hotdogs con un punteggio finale di 128-109 nella sesta gara della serie.
La Reinforced Conference, terza ed ultima conference della stagione, si rivelò quella con il percorso più impegnativo per San Miguel. I Beermen faticarono ad integrare nel loro gioco Keith Smart, altro veterano NBA e giocatore import ingaggiato originale della squadra per la conference, tanto che durò solo il primo turno delle eliminatorie prima di essere sostituito dal ritorno di Ennis Whatley. Nonostante le difficoltà iniziali,il San Miguel riuscì a riorganizzarsi e a qualificarsi per le semifinali, chiudendo al secondo posto in classifica insieme ai Purefoods Hotdogs, entrambi con un record di 6-4. Da quel momento, i Beermen vinsero sei delle ultime otto partite, conquistando così un posto in finale. Nel frattempo, l'Añejo Rhum Masters 65 superò il Purefoods per un soffio, vincendo 113-112 nella partita a eliminazione diretta per l’ultimo posto in finale, preparando così la sfida decisiva contro il San Miguel. I Berrmen dovettero affrontare il pericolo rappresentato da Carlos Briggs, un vero e proprio fenomeno offensivo che, nel corso della conference, aveva segnato più di 80 punti in tre diverse occasioni. Tuttavia, il San Miguel diede il meglio proprio nella serie finale grazie alle giocate decisive di Whatley, Brown, Lim, Calma e Fernandez, che aiutarono i Beermen a dominare i Rhum Masters, vincendo la serie per 4-1 e completando così la loro storica impresa del Grande Slam.
Con la vittoria della Open Conference, i San Miguel Beermen divennero all'epoca la seconda squadra nella storia della PBA a conquistare un Grand Slam, dopo i Crispa Redmanizers nel 1976 e 1983, e solo gli Alaska Aces, nel 1996, riusciranno ancora in questa impresa.

### Altri titoli e nuove sfide (1990-1999)
Dopo il "Grand Slam", i Beermen attraversarono un periodo senza titoli fino al 1992, quando sconfissero i Purefoods in una serie di sette partite per conquistare l'All-Filipino Conference, la seconda nella storia del club. Ato Agustin emerse come stella della squadra, vincendo il premio di MVP nella stagione 1992 ed insieme al tiratore Allan Caidic, arrivato sempre nel '92, guidarono i Beermen ad ulteriori successi: prima nel 1993 quando si aggiudicarono la prima edizione della PBA Governors' Cup, segnando la vittoria del decimo titolo dei Beerman nella PBA, e poi nel 1994 con la vittoria della terza PBA All-Filipino Cup.
Però a partire dalla stagione 1995 però i San Miguel faticarono a mantenere il suo status di squadra d'élite della lega. Le stelle Allan Caidic, Samboy Lim e Ato Agustin erano infortunate e, per colmare il vuoto offensivo, Alvin Teng fu ceduto ai Seven Up in cambio di Gido Babilonia e Victor Pablo; la squadra acquisì anche Freddie Abuda da Purefoods e selezionò al draft Lou Regidor, Mike Mustre, Matt Makalintal, Gilbert Castillo e Bryant Punzalan.
I Beermen non ottennero grandi risultati nelle prime due conference della stagione, ma nella PBA Governors' Cup, con il ritorno di Kenny Travis come import, riuscirono a spezzare il sogno del Grand Slam dei Magnolia Sunkist, qualificandosi per la finale della Governors' Cup. Tuttavia, persero la serie contro l'Alaska Milk in una combattutissima sfida di sette partite.
Le difficoltà proseguirono nel 1996, con San Miguel che chiuse al terzo posto nell’All-Filipino Cup e al quarto posto nella PBA Governors' Cup. All’inizio dell’anno, la squadra cedette inoltre cedette l'ex MVP, Ato Agustin, ai Sunkist in cambio del noto realizzatore Nelson Asaytono e scambiò Victor Pablo con gli Shell per Paul Alvarez.
Dopo la stagione 1996, Norman Black lasciò il team ed Aal suo posto arrivò l’ex coach della NCCA, lo statunitense Ron Jacobs. Tuttavia, la sua nomina generò controversie, poiché l’Associazione degli Allenatori di Pallacanestro delle Filippine (BCAP) si oppose, sostenendo che la sua assunzione avrebbe ridotto le opportunità per gli allenatori delle Filippine di entrare nella PBA. Nonostante le obiezioni, Jacobs mantenne il ruolo per la stagione 1997 della PBA.
Con San Miguel in una fase di ricostruzione, Jacobs riuscì a valorizzare giovani talenti come Olsen Racela, acquisito dai Purefoods, e Mike Mustre ed i Beermen ottennero il terzo posto in tutte e tre le conference della stagione 1997. Tuttavia, non riuscirono a raggiungere le finali della Commissioner's Cup e della Governors' Cup, perdendo due sfide da dentro o fuori contro Gordon’s Gin e Purefoods.

### L'era di Danny Ildefonso (1998-2010)
Nel PBA Draft del 1998, i San Miguel selezionarono Noy Castillo come seconda scelta assoluta nel draft. Tuttavia, Castillo fu rapidamente ceduto ai Shell Turbo Chargers in cambio del talentuoso giocatore della National University, Danny Ildefonso, che era stato selezionato con la numero uno.
I Beermen si presentarono con forza nell'All-Filipino Cup, ma furono sconfitti dagli Alaska in finale dopo sette partite. Nella PBA Commissioner's Cup, il San Miguel ingaggiò Lamont Strothers, come giocatore straniero per la conference, i Beermen tornarono in finale, ma furono battuti nuovamente dagli Alaska Milkmen nella rivincita dell'All-Filipino Cup, questa volta in sei partite. Ron Jacobs, al termine della stagione 1998 si dimise dopo due stagioni con i Beermen, ed il suo assistente, Jong Uichico, assunse il ruolo di allenatore capo.

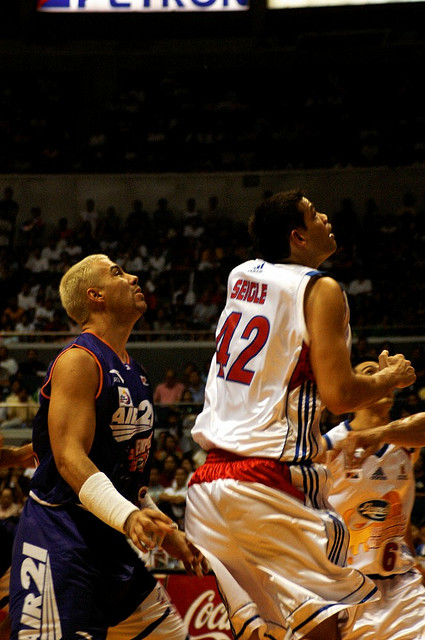
Danny Seigle con la canotta n.42, giocatore dei Beermen dal 1999 al 2011

Nel 1999, Jong Uichico iniziò la sua prima stagione come allenatore di San Miguel. Con l'introduzione della nuova regola della PBA che permetteva ad ogni squadra di ingaggiare un giocatore filippino nato in una nazione differente,il San Miguel acquisì i servizi di Danny Seigle, il fratello minore del centro Andy Seigle, per rafforzare la squadra, insieme alla guardia ex Pop Cola Boybits Victoria.
Nella PBA Commissioner's Cup 1999, il San Miguel chiamò come giocatore straniero, Terquin Mott. Dopo aver ottenuto l'accesso alla fase finale della conference i Beermen superarono i campioni in carica, gli Alaska Milkmen, nelle semifinali per arrivare in finale contro il Formula Shell, vincitrice dell'All-Filipino Cup. Il San Miguel vinse le prime due partite, ma la Shell pareggiò la serie sul 2-2. Alla fine, i Beermen vinsero gli ultimi due incontri, conquistando il loro 12° titolo nella PBA e il primo dopo cinque anni. Nella PBA Governors' Cup della stessa stagione ,il San Miguel riportò Lamont Strothers come straniero, che contribuì alla vittoria della squadra contro gli Alaska in sei gare nelle finali, per portare a casa il secondo titolo consecutivo nella stagione.
Nel 2000,il San Miguel difese con successo il titolo della PBA Commissioner's Cup, battendo i Sta. Lucia Realtors per 4-1 nelle finali. La squadra riuscì anche a difendere il tiolo della PBA Governors' Cup con Strothers di nuovo a roster, i Beermen sconfissero i Purefoods in cinque partite per conquistare il loro 15º titolo nella PBA. Danny Ildefonso vinse il suo primo premio di MVP al termine della stagione.
Nel 2001,il San Miguel partì come favorita per vincere l'All-Filipino Cup e riuscì a farlo, arrivando in finale contro il team della stessa proprietà, i Barangay Ginebra Kings. Dopo che la serie fu pareggiata 2-2, i Beermen superarono i Kings all'overtime in Gara 5 e dominaro i Ginebra in Gara 6, conquistando il loro primo titolo All-Filipino dopo sette anni.
Il San Miguel era ora favorito per vincere il grande slam, ma la giovane squadra del Batang Red Bull Thunder li sconfisse nelle finali della PBA Commissioner's Cup in sei partite, mentre i Sta. Lucia Realtors, guidati dall'ex allenatore dei San Miguel Norman Black, sconfissero i Beermen 4-2 nelle finali della PBA Governors' Cup. Ildefonso, nel frattempo, vinse il suo secondo MVP consecutivo nel 2001, anche se alcuni osservatori ritenevano che fosse Danny Seigle a meritare il premio.
Nel 2002, Ildefonso, Racela, Dondon Hontiveros, Seigle e l'allenatore Jong Uichico si concentrarono sul team nazionale filippino. Nel frattempo, il San Miguel rimase con solo Dorian Peña e Boybits Victoria nel roster e nonostante l'ingaggio di Lamont Strothers e poi l'ex NBA Mario Bennett, la squadra non ottenne buoni risultati durante tutto l'arco della stagione. Anche nelle stagioni successive la squadra non riuscì ad ottenere grandi risultati, anche a causa di vari infortuni che colpirono i principali giocatori del roster.
I San Miguel tornarono ad essere i favoriti per la vittoria nelle conference nella stagione 2004-2005. Art Long fece il suo ritorno come straniero per PBA Fiesta Conference 2004, un torneo di transizione tenutosi dal 2004 al 2010. Long e i Beermen iniziarono la stagione con una striscia di 9 vittorie consecutive, terminando la conference al primo posto dopo la fase di eliminazione. Tuttavia, i San Miguel non riuscì a entrare nelle semifinali dopo un record di 1-2 nei quarti di finale. Nella PBA Philippine Cup, i Beermen terminarono la fase di classificazione con un record di 9 vittorie e 9 sconfitte. Negli ottavi di finale, San Miguel eliminò con uno sweep (3-0) ai Sta. Lucia Realtors e successivamente, i Beermen, sconfissero allo stesso modo anche l'Alaska Aces nei quarti di finale. Nelle semifinali contro i Barangay Ginebra Kings, il San Miguel si portò avanti 2-1 nella serie, al meglio delle cinque gare, ma i Kings vinsero le successive due partite, conquistando la serie, con il canestro decisivo di Rodney Santos in gara cinque. I Beermen riuscirono comunque a battere Shell, conquistando il terzo posto nel torneo. 
Chris Burgess venne scelto come import per la Fiesta Conference 2005. I Beermen terminarono la fase di classificazione al secondo posto, ottenendo un posto diretto in semifinale. A metà dei playoff, Burgess fu sostituito da Ace Custis, che si rivelò un efficace sostituto per il San Miguel. I Beermen eliminarono i Red Bull in semifinale, per poi approdare alle finali contro i Talk 'N Text Phone Pals.Il San Miguel sconfisse i Phone Pals 4-1, conquistando il 17° titolo della sua storia e ponendo fine a una lunga attesa di quattro anni senza vittorie. Questo fu il sesto titolo in carriera, alla guida dei Beermen, per l'allenatore Jong Uichico.

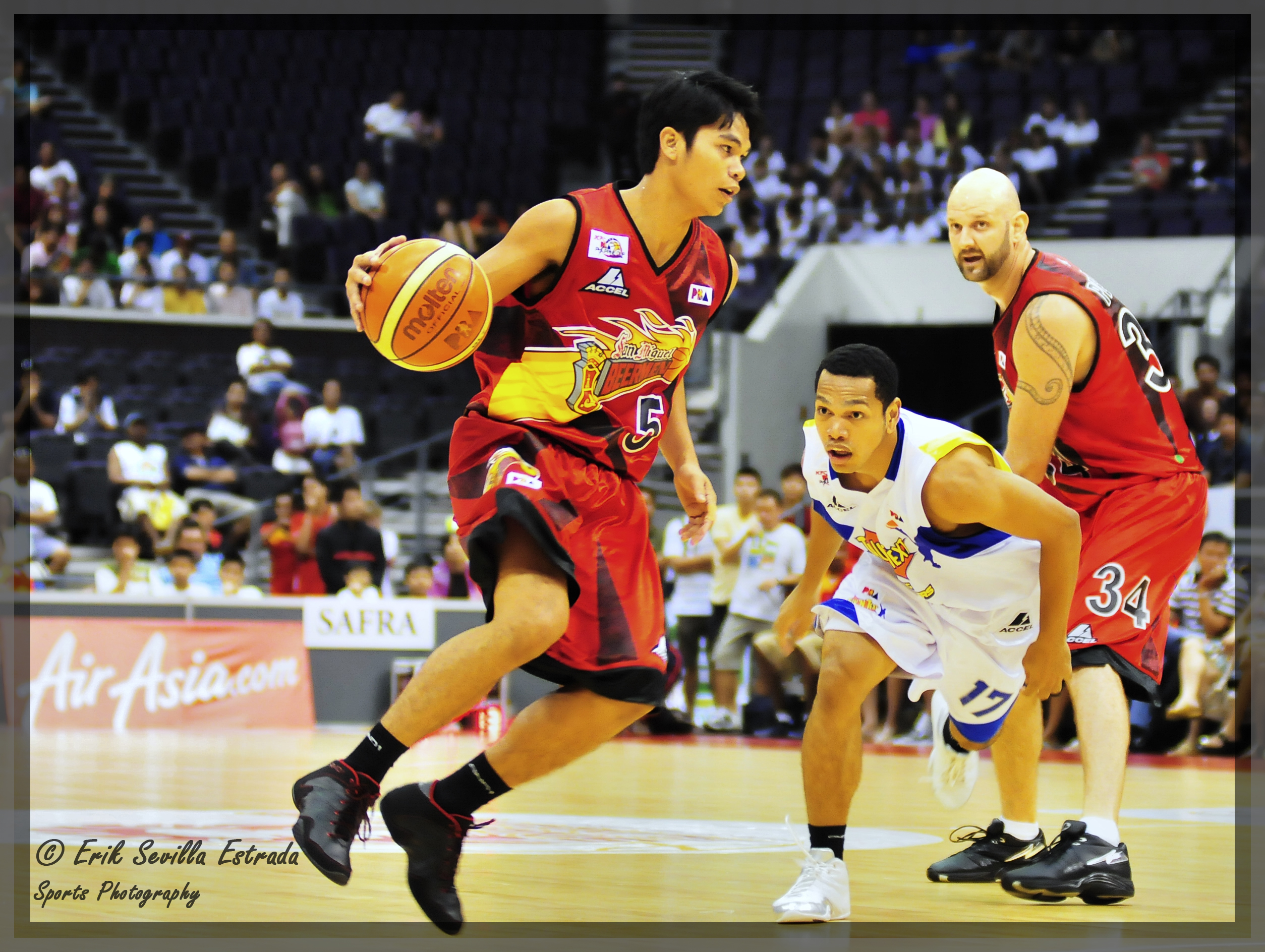
Bon Custodio in azione con la maglia del SMB durante il PBA SINGAPORE GAME 2008

Nel 2006, la squadra cambiò allenatore, nominando Chot Reyes come nuova guida tecnica, mentre Uichico passò al Ginebra. Tuttavia, i Beermen lottarono all'inizio della stagione con dei gravi infortuni a Seigle e Ildefonso, e la squadra non riuscì ad arrivare in nessuna delle conference a lottare per il titolo. Anche nella 2007, la squadra i Beermen non riuscirono ad arrivare infondo a nessuna delle conference, e solo nella PBA Fiesta Conference riuscì a raggiungere la semifinale, perdendo però contro gli Alaska e successivamente anche contro il Red Bull nella sfida per il terzo posto.
Dopo 20 anni di carriera sotto il nome di San Miguel Beermen, la San Miguel Corporation cambiò radicalmente il nome della squadra in Magnolia Beverage Masters a partire dalla stagione 2007-2008 della PBA.
Prima del cambio, Chot Reyes lasciò l'incarico di allenatore ed al suo posto venne nominato Siot Tanquingcen come nuovo capo allenatore, mentre venne anche acquisito Larry Fonacier da Red Bull. Nel PBA Draft del 2007, Samigue Eman e Jonas Villanueva furono scelti nel primo round. Anche se sul campo non arrivarono ottimi risultato durante la stagione, quell'annata vide la squadra realizzare due clamorosi scambi: il primo vide l'ex prima scelta assoluta Mike Cortez e Ken Bono scambiati dagli Alaska per L.A. Tenorio e Larry Fonacier dei Beverage Masters; mentre il secondo, in quello che potrebbe essere uno degli scambi più significativi nella storia della PBA, il Magnolia acquisì Marc Pingris dai Purefoods in cambio di una futura scelta al draft.
Dopo una sola stagione, prima dell'inizio della stagione 2008-2009, la squadra decise di tornare al suo vecchio nome, adottando nuovamente la denominazione di San Miguel Beermen.
Durante la PBA Fiesta Conference del 2009, i Beermen con l'acquisizione dello statunitense Gabe Freeman come giocatore straniero, riuscirono a vincere 8 partite consecutive, ottenendo il miglior record della lega al termine della prima fase e conquistarono un posto diretto nelle semifinali; qui batterono i Burger King Titans in 6 partite avanzarono fino alle finali, dove conquistarono il loro 18° titolo battendo i Barangay Ginebra Kings in 7 partite.

### Petron Blaze Boosters e ABL (2011–2014)
Nel marzo del 2011, la San Miguel Corporation (SMC) annunciò che la franchigia avrebbe giocato sotto il nome di Petron Blaze Boosters, a partire dalla PBA Governors' Cup del 2011. La scelta venne presa alla luce del fatto che la SMC aveva acquisito il controllo maggioritario della Petron Corporation nel dicembre 2010.
Dopo una brutta serie di risultati nelle conference disputate nelle ultime stagioni, i Boosters arrivarono alle finali della PBA Governors' Cup 2011 contro i Talk 'N Text Tropang Texters.Qui nonostante avessero diversi giocatori infortunati, riuscirono a battere il TNT, che puntava a un raro Grande Slam, in sette partite, con Arwind Santos nominato MVP delle finali.
I Petron Blaze Boosters apportarono alcune modifiche alla loro formazione per il draft della PBA del 2011; acquisirono la terza scelta Chris Lutz insieme a Dondon Hontiveros e Carlo Sharma dai Barako Bull Energy. In cambio, i Barako Bull Energy ricevettero i servizi dell'ottava scelta Allein Maliksi, Sunday Salvacion, Mick Pennisi ed alcune scelte future.
Nel luglio del 2011, la SMC annunciò la sua partecipazione all'ASEAN Basketball League (ABL) a partire dall'inizio della stagione 2012; il gruppo decise di denominare la squadra per la ABL con il nome di San Miguel Beermen, creando una franchigia distinta da quella della PBA.
Dopo aver concluso la loro prima partecipazione con il secondo posto, dopo aver perso la serie finale contro gli Indonesia Warriors; nel giugno del 2013, i Beermen conquistarono il loro primo titolo ASEAN Basketball League al termine dei playoff della stagione 2013, sconfiggendo, nella sfida re-match della stagione precendete, gli Indonesia Warriors. Pochi giorni dopo la conquista del titolo, la squadra ABL dei Beermen si sciolse senza alcun annuncio ufficiale.
Avendo la prima scelta assoluta per il PBA Draft del 2012, i Boosters scelsero June Mar Fajardo, ala grande/centro dall'Università di Cebu. Fajardo, prima di essere selezionato, aveva giocato con i San Miguel Beermen nell'ASEAN Basketball League.

### Il ritorno deiBeermen(2014-)

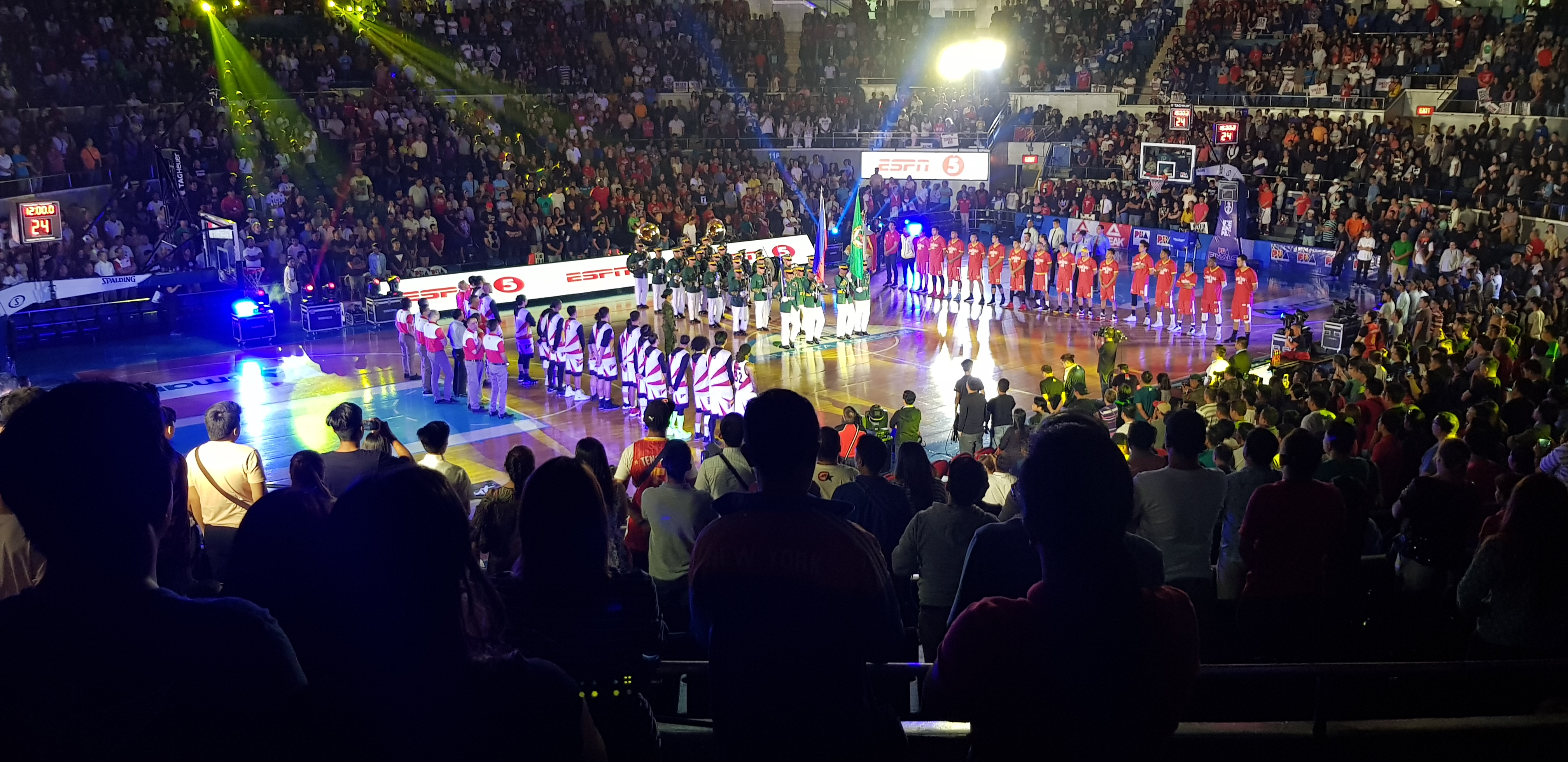
I giocatori di San Miguel e Barangay Ginebra durante le presentazioni prima dell'inizio di Gara 1 delle finali della PBA Commissioner's Cup 2018

Il 13 gennaio 2014, il presidente della SMC, Ramon Ang, annunciò che i Petron Blaze Boosters avrebbero ripreso il nome di San Miguel Beermen a partire dalla PBA Commissioner's Cup del 2014, in occasione del 25º anniversario della stagione del Grand Slam PBA del 1989 della squadra.
In linea con il cambio di nome, furono effettuati anche movimenti nel personale. L'assistente storico Biboy Ravanes fu promosso a capo allenatore, mentre John Todd Purves fu nominato consulente. Il 18 febbraio 2014, scambiarono Alex Cabagnot con GlobalPort per Sol Mercado e acquisirono Rico Maierhofer da Barako Bull attraverso uno scambio complesso che coinvolse sette giocatori. Inoltre, gli assistenti allenatori Siot Tanquincen e Leo Austria furono allontanati dall'organizzazione come parte del riassetto dello staff tecnico. Inoltre il 29 aprile 2014, i San Miguel Beermen scambiarono il giovane lungo Yousef Taha con il rookie dei GlobalPort Batang Pier, Justin Chua.
Durante l'off-season, i Beermen apportarono altre modifiche al loro staff tecnico. Leo Austria tornò nell'organizzazione del San Miguel e fu nominato nuovo head coach della squadra, Biboy Ravanes riprese il suo precedente ruolo di assistente allenatore, mentre Todd Purves venne retrocesso e assegnato a un ruolo marginale come consulente.
I Beermen onclusero la fase di eliminazione della PBA Philippine Cup 2014-15 come prima testa di serie con un record di 9–2, ottenendo l'accesso diretto alle semifinali. Prima delle semifinali, il Commissario Salud approvò lo scambio che riportò Sol Mercado a GlobalPort in cambio di Alex Cabagnot. Con il ritorno di Cabagnot, i San Miguel Beermen formarono il cosiddetto Death Five con Chris Ross, Arwind Santos, Marcio Lassiter e June Mar Fajardo, considerato da molti il quintetto titolare più forte e di maggior successo nella storia della lega. 
I Beermen eliminarono i Talk 'N Text Tropang Texters con un netto 4-0 nelle semifinali e successivamente conquistarono il loro primo titolo nella PBA Philippine Cup dopo 14 anni battendo gli Alaska Aces in sette partite, ottenendo così il loro 20º titolo complessivo.
Reduci dal titolo, ma con una preparazione insufficiente, i Beermen iniziarono la PBA Commissioner's Cup 2015 con quattro sconfitte consecutive. Gli infortuni di Cabagnot e Santos peggiorarono ulteriormente la situazione. La squadra decise di separarsi dall'import Ronald Roberts e di ingaggiare Arizona Reid, il quale era stato appena rilasciato dai Rain or Shine. Tuttavia, i Beermen non riuscirono a qualificarsi ai playoff, chiudendo la conference al nono posto con un deludente record di 4-7. Sempre con Reid come rinforzo, i Beermen si ripresero nella PBA Governors' Cup 2015 e trionfarono nuovamente contro gli Alaska Aces, spazzandoli via con un netto 4-0 nelle Finals. In questa occasione June Mar Fajardo vinse il suo primo titolo di MVP delle Finali di una conference.
Nella PBA Philippine Cup 2015-16, i Beermen conclusero ancora una volta la fase eliminatoria con un record di 9–2, ma questa volta come seconda testa di serie, assicurandosi comunque un posto in semifinale. Dopo aver battuto il Rain or Shine in sei partite, si qualificarono alle Finals nonostante la perdita di Fajardo per un infortunio al ginocchio nel match decisivo della serie. Contro gli Alaska, si ritrovarono in svantaggio 0-3 nella serie finale. Dopo aver vinto Gara 4 all'overtime, Fajardo fece il suo ritorno in Gara 5, contribuendo alla vittoria. Con il loro centro titolare in campo, anche se a minuti limitati, i Beermen completarono una storica rimonta vincendo Gara 7, diventando la prima squadra nella storia del basket professionistico mondiale a ribaltare uno svantaggio di 0-3 in una serie al meglio delle sette, evento che fu soprannominato il Beeracle. Chris Ross fu nominato MVP delle Finali.
I Beermen ingaggiarono Tyler Wilkerson come import per la PBA Commissioner's Cup 2016. Grazie al suo contributo, chiusero la fase eliminatoria con un record di 8–3, ottenendo la testa di serie per i playoff. Tuttavia, in semifinale, dopo essere andati sotto 0-2 contro i Rain or Shine, il giocatore statunitense ebbe una crisi nello spogliatoio ed abbandonò il meeting post-partita, dichiarando: “Portatemi in America, voglio tornare a casa.”  Il management decise di licenziare Wilkerson e affrontare Gara 3 con un roster interamente filippino, riuscendo a evitare l'eliminazione. Successivamente, sostituirono Wilkerson con Arizona Reid, ma persero comunque in Gara 4 contro il Rain or Shine, che sarebbero poi diventati campioni.
Nella PBA Philippine Cup 2016-17, i Beermen terminarono la fase eliminatoria al primo posto e batterono il TNT KaTropa in sette partite in semifinale. In finale, sconfissero i rivali del Barangay Ginebra Kings in cinque partite, conquistando il loro terzo titolo consecutivo nella Philippine Cup ed il loro secondo trofeo perpetuo della storia della lega.
Per la PBA Commissioner's Cup 2017, il San Miguel ingaggiò Charles Rhodes come import. Rhodes, che fu poi nominato Best Import della conference, contribuì alla vittoria del titolo, il primo della squadra in questa competizione dopo 17 anni, superando in finale gli acerrimi rivali di TNT in sei partite.
Nel tentativo di ottenere il secondo Grande Slam nella storia della franchigia dopo aver vinto le prime due conference della stagione 2016-17 i Beermen tentaroni il tutto per tutto nell'ultimo torneo stagionale, ma i Beermen furono eliminati nei quarti di finale della PBA Governors' Cup 2017 dai Barangay Ginebra Kings, che aveva il vantaggio del twice-to-beat dopo che il San Miguel si era classificato solo sesto nella fase eliminatoria.
Nel PBA Draft del 2017, i Beermen scelsero il giocatore filippino-tedesco, Christian Standhardinger, come prima scelta assoluta. Nel stagione 2017-18, conquistarono il loro quarto titolo consecutivo della PBA Philippine Cup, battendo i Magnolia Hotshots in cinque partite in finale. Tuttavia, persero la finale della PBA Commissioner's Cup contro i Barangay Ginebra Kings in sei partite, segnando la prima sconfitta in una finale per coach Leo Austria da quando siede sulla panchina del San Miguel. 

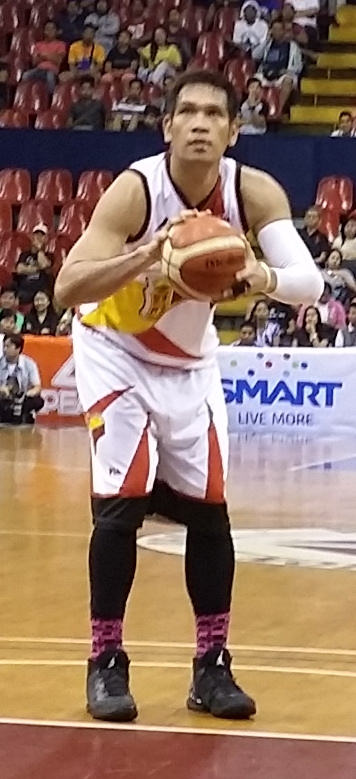
June Mar Fajardo soprannominato Il Kraken, vincitore di 8 titoli di MVP e trascinatore dei Beermen dal 2011

Il San Miguel potenziò ulteriormente il roster acquisendo il tre volte miglior marcatore della PBA, Terrence Romeo tramite uno scambio con il TNT. Nel 2019, i Beermen sconfissero nuovamente i Magnolia nelle finali della PBA Philippine Cup, vincendo Gara 7 con il margine più stretto della storia della lega e ottenendo il loro quinto titolo consecutivo nella competizione, diventando anche la prima squadra nella storia della lega a riuscirci.
Dopo aver concluso la PBA Commissioner's Cup 2019 come settima testa di serie, il San Miguel scrisse nuovamente la storia della PBA, diventando la squadra con la peggiore classifica nella fase preliminare a vincere un titolo, battendo la prima testa di serie, i TNT KaTropa, in sei partite nelle Finals. Tuttavia, al termine della stagione, persero Standhardinger, ceduto al GlobalPort in cambio di Moala Tautuaa. Anche nella stagione 2019, dopo aver vinto le prime due conference i Beermen, fallirono l'obiettivo del Grand Slam, venendo eliminati nei quarti di finale della PBA Governors' Cup dal Barangay Ginebra Kings.
Nei due anni successivi, gli infortuni impedirono ai Beermen di raggiungere le Finals. Il sei volte PBA MVP June Mar Fajardo subì una frattura completa alla tibia destra prima dell'inizio della stagione PBA 2020, costringendolo a saltare l'intera stagione. Anche Terrence Romeo fu costretto a fermarsi per un infortunio alla spalla. Con un roster ridotto, il San Miguel venne eliminato nei quarti della PBA Philippine Cup dai Meralco Bolts, ponendo fine al loro dominio quinquennale nella competizione.
Nella stagione PBA 2021, i Beermen acquisirono il due volte miglior marcatore e PBA Rookie of the Year 2019 C.J. Perez in uno scambio. Con Fajardo in ripresa, non riuscirono comunque a riconquistare la PBA Philippine Cup, perdendo contro il TNT in sette partite in semifinale. Inoltre, in questa stagione si assistette alla fine del Death Five con la cessione di Arwind Santos al NorthPort per Vic Manuel e quella di Alex Cabagnot al Terrafirma per Simon Enciso.
Nel 2022, con un Fajardo completamente ristabilito, i Beermen conclusero la PBA Philippine Cup con un record di 9–2. Sconfissero i Meralco Bolts in sette partite in semifinale e vinsero il titolo battendo i TNT in sette partite nelle finali. Fajardo, con il suo ritorno trionfale, ottenne il suo quarto titolo di MVP delle Finali, e i Beermen tornarono ai vertici del basket filippino.
Nella stagione 2023-2024 i Beermen arrivano alle finali della PBA Commissioner's Cup, dove superano in sei gare i Magnolia Hotshots conquistando per la quinta volta nella loro storia la Commissioner's Cup ed in generale il 29° titolo della squadra nella Philippine Basketball Association.
Nella stagione 2023-2024 i Beermen sono stati scelti come una delle due squadre della PBA per rappresentare le Filippine nella East Asia Super League. Ma la partecipazione della squadra alla competizione non ha portato grandi risultati, visto che il San Miguel ha concluso il suo girone all'ultimo posto con 0 vittorie e 7 sconfitte.
Durante la PBA Commissioner's Cup 2024-2025 i San Miguel non riescono ad entrare in forma durante la competizione e terminano la fase preliminare della coppa al decimo posto in classifica, con un record di 5 vittorie e 7 sconfitte, segnando la prima volta dopo dieci anni che i Beermen non riescono ad accedere ai play-off di una delle Conference della PBA, l'ultima volta era accaduto durante la PBA Commissioner's Cup 2014-15, quando terminò al nono posto.

## Denominazioni

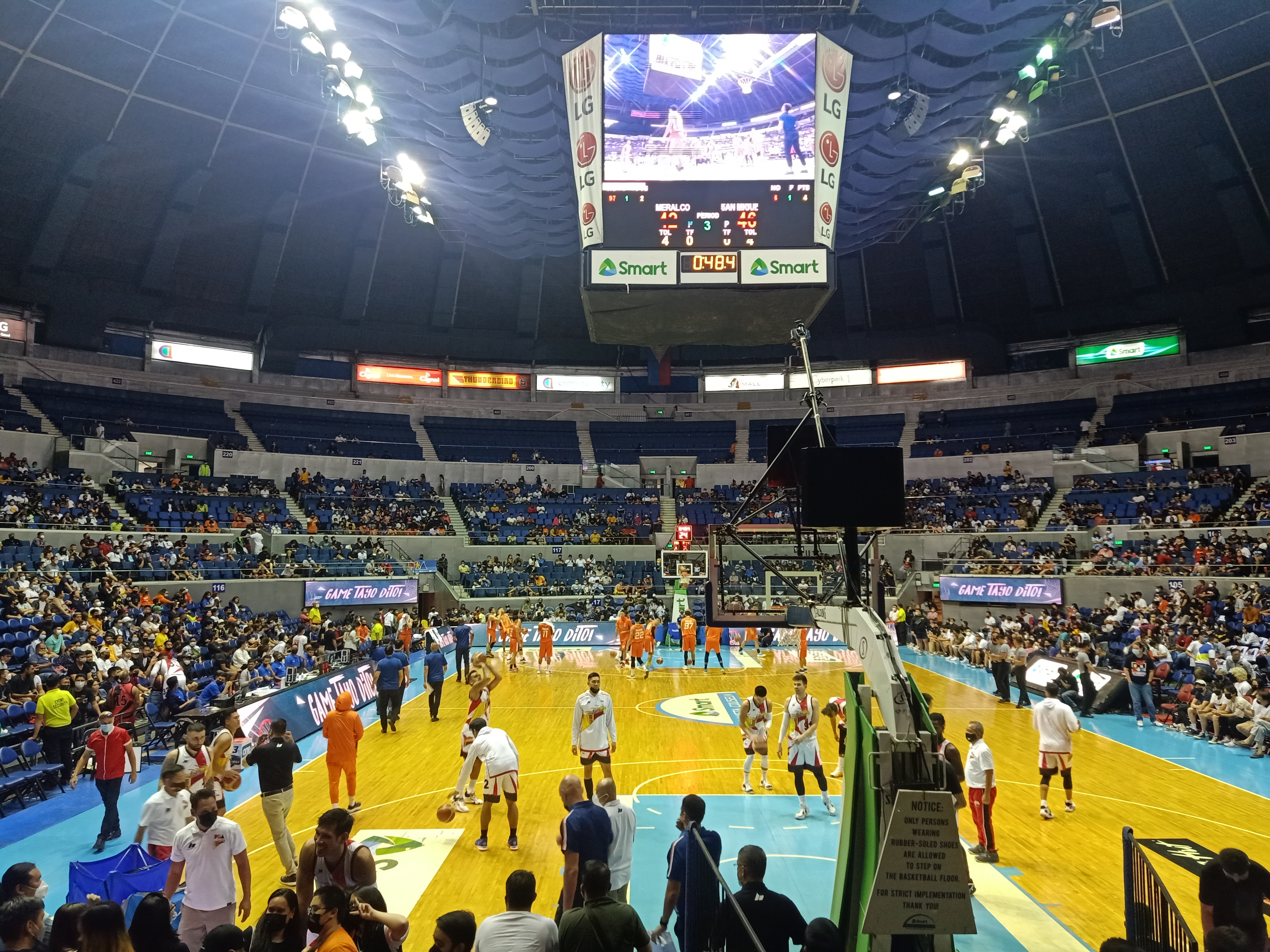
I giocatori del San Miguel nel riscaldamento di una delle sfide di semifinale della PBA Philippine Cup 2022

- 1975-1980:  Royal Tru-Orange
- 1980-1983:  San Miguel Beermen
- 1984:  Gold Eagle Beermen
- 1985:  Magnolia Ice Cream Makers
- 1985-1986:  Magnolia Quench Plu
- 1987:  Magnolia Cheese Makers
- 1987:  Magnolia Ice Cream Makers
- 1987:  San Miguel Beermen
- 1988-2007:  San Miguel Beermen
- 2007-2008:  Magnolia Beverage Masters
- 2008-2010:  San Miguel Beermen
- 2010-2014 :  Petron Blaze Boosters
- 2014-attuale:  San Miguel Beermen

## Palmarès

### Titoli Nazionali
San Miguel Beermen detiene il record del maggior numero di titoli vinti nella storia della PBA.
- PBA Philippine Cup: 11

1989, 1992, 1994, 2001, 2015, 2016, 2017, 2018, 2019, 2022, 2025
- PBA Commissioner's Cup: 5

1999, 2000, 2017, 2019, 2024
- PBA Governors' Cup: 5

1993, 1999, 2000, 2011, 2015
- PBA Fiesta Conference: 2

2005, 2009
- PBA Open Conference: 3

1979, 1988, 1989
- PBA Invitational Championship: 2

1987
- PBA Reinforced Conference : 3

1987, 1988, 1989

### Competizioni Internazionali
- ASEAN Basketball League: 1

Campioni: 2013

## Organico attuale
Organico per la stagione sportiva 2024-2025
| Roster San Miguel Beermen 2024-2025. | Roster San Miguel Beermen 2024-2025. |
| Giocatori                            | Staff tecnico                        |
| ------------------------------------ | ------------------------------------ |

| N. | Naz.                                          | Ruolo | Nome               | Anno | Alt.   | Peso   |  |
| -- | --------------------------------------------- | ----- | ------------------ | ---- | ------ | ------ |  |
| 0  | Stati Uniti (bandiera) · Filippine (bandiera) | PG    | Simon Enciso       | 1991 | 180 cm | 84 kg  |  |
| 1  | Stati Uniti (bandiera) · Filippine (bandiera) | PG    | Kris Rosales       | 1990 | 183 cm | 75 kg  |  |
| 2  | Filippine (bandiera)                          | AP    | Celedonio Trollano | 1992 | 191 cm | 83 kg  |  |
| 3  | Tonga (bandiera) · Filippine (bandiera)       | C     | Moala Tautuaa      | 1989 | 203 cm | 111 kg |  |
| 5  | Stati Uniti (bandiera)                        | AG    | Torren Jones       | 1994 | 206 cm | 107 kg |  |
| 6  | Stati Uniti (bandiera) · Filippine (bandiera) | G     | Chris Ross         | 1985 | 185 cm | 85 kg  |  |
| 11 | Svezia (bandiera)                             | AP    | Andreas Cahilig    | 1991 | 196 cm | 89 kg  |  |
| 13 | Stati Uniti (bandiera) · Filippine (bandiera) | G     | Marcio Lassiter    | 1987 | 188 cm | 84 kg  |  |
| 15 | Filippine (bandiera)                          | C     | June Mar Fajardo   | 1989 | 208 cm | 122 kg |  |
| 21 | Filippine (bandiera)                          | AP    | Jeron Alvin Teng   | 1994 | 188 cm | 84 kg  |  |
| 23 | Stati Uniti (bandiera)                        | C     | Malik Pope         | 1996 | 208 cm | 100 kg |  |
| 27 | Canada (bandiera) · Filippine (bandiera)      | G     | Avan Nava          | 2000 | 188 cm | 82 kg  |  |
| 31 | Trinidad e Tobago (bandiera)                  | C     | Jabari Narcis      | 1997 | 208 cm | 116 kg |  |
| 33 | Filippine (bandiera)                          | PG    | Juami Tiongson     | 1991 | 178 cm | 79 kg  |  |
| 39 | Guam (bandiera) · Filippine (bandiera)        | G     | Jericho Cruz       | 1990 | 185 cm | 86 kg  |  |
| 77 | Hong Kong (bandiera) · Filippine (bandiera)   | G     | C.J. Perez (C)     | 1993 | 188 cm | 84 kg  |  |
| 91 | Filippine (bandiera)                          | AG    | Rodney Brondial    | 1990 | 196 cm | 95 kg  |  |

| Allenatore |
| - Leo Austria |
| Assistente/i |
| - Peter Martin (1° Assistente) - Ato Agustin - Dayong Mendoza - Biboy Ravanes - Chris Ross (giocatore/allenatore) - Boyzie Zamar - Jorge Gallent (consulente prima squadra) Legenda - (C) Capitano - Infortunato Roster |

## Premi Individuali
| PBA Most Valuable Player | MVP Finali Conference | PBA Best Player of the Conference |
| --- | --- | --- |
| - Abet Guidaben – 1987 - Ramon Fernandez – 1988 - Ato Agustin – 1992 - Danny Ildefonso – 2000, 2001 - Arwind Santos – 2012-13 - June Mar Fajardo – 2013–2019, 2022–2024 | - Danny Seigle – 1999 Commissioner's, 1999 Governors', 2000 Governors', 2001 All-Filipino - Danny Ildefonso – 1999 Governors', 2000 Commissioner's, 2004-05 Fiesta - Jonas Villanueva – 2008-09 Fiesta - Arwind Santos – 2010-11 Governors', 2014–15 Philippine - June Mar Fajardo – 2014-15 Governors', 2017–18 Philippine, 2019 Philippine, 2022-23 Philippine - Chris Ross – 2015–16 Philippine, 2016–17 Philippine - Alex Cabagnot – 2016-17 Commissioner's - Terrence Romeo – 2019 Commissioner's - C.J. Perez – 2023–24 Commissioner's - Jericho Cruz – 2025 Philippine | - Allan Caidic – 1995 Governors' - Nelson Asaytono – 1997 All-Filipino, 1998 All-Filipino - Danny Seigle – 1999 Governors', 2005-06 Philippine - Danny Ildefonso – 2000 Commissioner's, 2000 Governors', 2001 All-Filipino, 2001 Commissioner's, 2001 Governors' - Jay Washington – 2009-10 Fiesta Conference, 2010–11 Philippine - Arwind Santos – 2010-11 Governors', 2012-13 Governors' - June Mar Fajardo – 2013–14 Philippine, 2014–15 Philippine, 2014-15 Governors', 2015–16 Philippine, 2016–17 Philippine, 2017–18 Philippine, 2017-18 Commissioner's, 2019 Philippine, 2022-23 Philippine, 2024 Philippine, 2025 Philippine - Chris Ross – 2016-17 Commissioner's - C.J. Perez – 2023–24 Commissioner's |
| PBA Rookie of the Year | PBA All-Defensive Team | PBA Mythical First Team |
| - Marte Saldaña – 1982 - Bong Ravena – 1992 - Danny Ildefonso – 1998 - Danny Seigle – 1999 - Rabeh Al-Hussaini – 2010-11 | - Alvin Teng – 1989–1994 - Art dela Cruz – 1992-1993, 1995 - Freddie Abuda – 1997–2000 - Dorian Peña – 2005-06 - Arwind Santos – 2009–2013 - Marcio Lassiter – 2012-13 - June Mar Fajardo – 2013-15, 2016–19, 2022–2024 - Chris Ross – 2014–2021 | - Manny Paner - 1975 - Ernesto Estrada - 1975 - Abet Guidaben – 1987 - Hector Calma – 1987–1989 - Ricardo Brown - 1988 - Ramon Fernandez – 1988-1989, 1991-1992 - Ato Agustin – 1992–1994 - Allan Caidic – 1995 - Nelson Asaytono – 1997 - Danny Seigle – 1999–2001 - Olsen Racela – 2000-2001 - Danny Ildefonso – 2000-2001 - Nic Belasco – 2004-05 - Dorian Peña – 2004-05, 2006-07 - Jay Washington – 2008-10 - Arwind Santos – 2009–2013, 2014–2017 - June Mar Fajardo – 2013–2019, 2021, 2022–2024 - Alex Cabagnot – 2016-17 - Chris Ross – 2016-17 - Marcio Lassiter – 2017-18 - C.J. Perez – 2022–23 |
| PBA Mythical Second Team | PBA Most Improved Player | PBA Sportsmanship Award |
| - Elmer Reyes – 1989 - Alvin Teng – 1989, 1991–1993 - Ramon Fernandez – 1990 - Samboy Lim – 1990, 1993 - Ato Agustin – 1991 - Allan Caidic – 1993-1994 - Nelson Asaytono – 1996, 1998 - Mike Mustre – 1998 - Olsen Racela – 1998-1999, 2004-05 - Danny Ildefonso – 1998-1999, 2006-07 - Nic Belasco – 2001-2002 - Danny Seigle – 2005-06 - Dorian Peña – 2005-06 - Dondon Hontiveros – 2008-09 - Jay Washington – 2010-11 - June Mar Fajardo – 2012-13 - Alex Cabagnot – 2012-13, 2015-16 - Arwind Santos – 2017-18 - C.J. Perez - 2021 | - Alvin Teng – 1988 - Ato Agustin – 1991 - Jonas Villanueva - 2008-09 - June Mar Fajardo – 2013-14 - Chris Ross – 2016-17 - Moala Tautuaa – 2019 | - Samboy Lim – 1993 - Freddie Abuda – 1997-1998, 2000 - Dondon Hontiveros – 2004-05 - June Mar Fajardo – 2014-16 |
| PBA Best Import | | |
| - Norman Black – 1982 Reinforced Filipino, 1985 Open - Bobby Parks – 1987 Reinforced - Kenny Travis – 1993 Governors' - Jeff Ward – 1997 Commissioner's - Larry Robinson – 1997 Governors' - Terquin Mott – 1999 Commissioner's - Lamont Strothers – 1999 Governors' - Gabe Freeman – 2008-09 Fiesta, 2009-10 Fiesta - Charles Rhodes – 2016-17 Commissioner's | | |

### Premi PBA Press Corps
| Executive of the Year | Baby Dalupan PBA Coach of the Year                                                                                          | PBA Defensive Player of the Year |
| --- | --- | --- |
| - Danding Cojuangco - 2008–09 - Ramon S. Ang - 2013-14, 2016-17 | - Ron Jacobs - 1997 - Jong Uichico - 2000 - Leo Austria - 2014–17, 2019                                                     | - Alvin Teng - 1993 - Art Dela Cruz- 1995 - Freddie Abuda - 1997, 2000 - Arwind Santos - 2010-11 - June Mar Fajardo - 2014–15 - Chris Ross - 2015–17                                                    |
| Bogs Adornado Comeback Player of the Year | Mr. Quality Minutes | All-Rookie Team |
| - Paul Alvarez - 1997 - Danny Seigle - 2005–06 - Mike Cortez - 2008–09 - Danny Ildefonso - 2010–11 - Marcio Lassiter - 2012–13 - Alex Cabagnot - 2014–15 - June Mar Fajardo – 2021 | - Paul Alvarez - 1997 - Boybits Victoria - 2000 - Chris Calaguio - 2006–07 - Terrence Romeo - 2019 - Jericho Cruz - 2022-23 | - LA Tenorio - 2006–07 - Bonbon Custodio - 2008-09 - Rabeh Al-Hussaini - 2010–11 - Nonoy Baclao - 2010-11 - Marcio Lassiter - 2011-12 - June Mar Fajardo - 2012–13 - Christian Standhardinger - 2017-18 |

## Allenatori

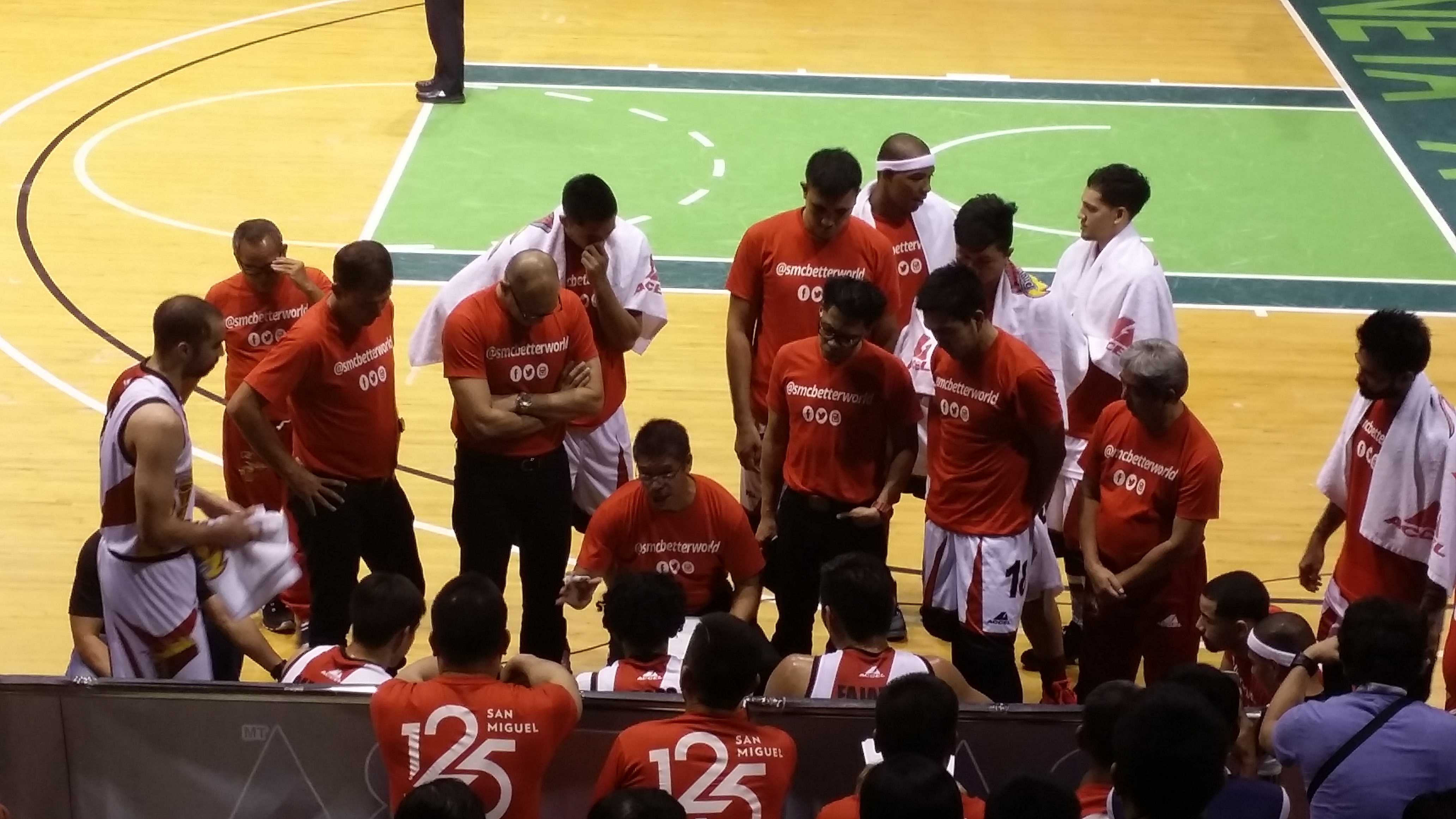
La squadra durante un time-out di Leo Austria nel 2015

| Nome             | Periodo     | PBA Coach of the Year  | Note          |
| ---------------- | ----------- | ---------------------- | ------------- |
| Ignacio Ramos    | 1975 - 1977 |                        |               |
| Ed Ocampo        | 1978 - 1980 |                        |               |
| Tommy Manotoc    | 1981 - 1982 |                        |               |
| Nat Canson       | 1983 - 1984 |                        |               |
| Norman Black     | 1985        |                        |               |
| Derrick Pumaren  | 1986        |                        |               |
| Norman Black     | 1987 - 1996 |                        |               |
| Ron Jacobs       | 1997 - 1998 | 1997                   |               |
| Jong Uichico     | 1999 - 2006 | 2000                   |               |
| Siot Tanquingcen | 2002        |                        | [ 53 ]        |
| Chot Reyes       | 2006 - 2007 |                        |               |
| Siot Tanquingcen | 2007 - 2010 |                        |               |
| Ato Agustin      | 2010 - 2012 |                        | [ 54 ]        |
| Olsen Racela     | 2012 - 2013 |                        |               |
| Gee Abanilla     | 2013 - 2014 |                        |               |
| Biboy Ravanes    | 2014        |                        |               |
| Leo Austria      | 2014 - 2022 | 2014, 2015, 2018, 2019 | [ 55 ] [ 56 ] |
| Jorge Gallent    | 2022 - 2023 |                        | [ 57 ] [ 58 ] |
| Leo Austria      | 2024 -      |                        |               |

## Hall of Famee numeri ritirati

### Membri nella PBA Hall of Fame

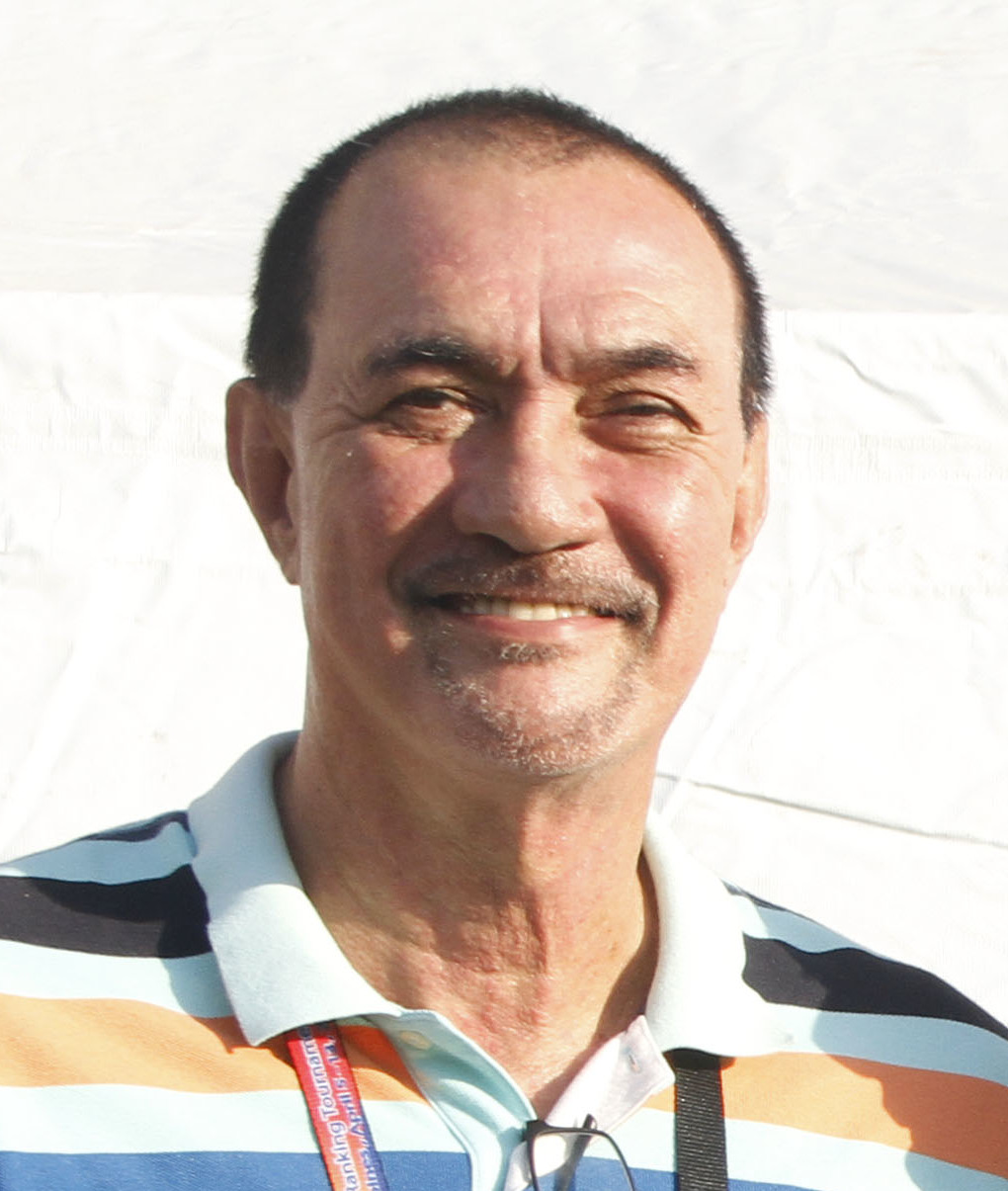
Ramon Fernandez, legenda della squadra e vincitore del Grande Slam 1989

| Membri dei SMB nella PBA Hall of Fame |           |                                                                                   |              |
| Giocatore/Allenatore                  | Posizione | Stagioni al San Miguel                                                            | Anno entrata |
| Ramon Fernandez                       | C-AG      | 1988–1994                                                                         | 2005         |
| Abet Guidaben                         | C-AG      | 1987–1988                                                                         | 2005         |
| Norman Black                          | C-AG      | 1982 (Import), 1985 (Import), 1985–1996 (Coach)                                   | 2007         |
| Ron Jacobs                            | –         | 1997–1998 (Coach)                                                                 | 2007         |
| Danding Cojuangco                     | –         | Proprietario (San Miguel Beermen, Barangay Ginebra San Miguel, Magnolia Hotshots) | 2007         |
| Allan Caidic                          | G         | 1993–1998                                                                         | 2009         |
| Samboy Lim                            | G/AP      | 1988–1997                                                                         | 2009         |
| Hector Calma                          | PM        | 1986–1994                                                                         | 2009         |
| Tommy Manotoc                         | –         | 1981–1982 (Coach)                                                                 | 2011         |
| Lim Eng Beng                          | PM/G      | 1983                                                                              | 2013         |

### Numeri ritirari
| Numeri ritirati del San Miguel Beermen |                      |                 |           |           |
| N°                                     | Naz.                 | Giocatore       | Posizione | Anni      |
| 8                                      | Filippine (bandiera) | Allan Caidic    | G         | 1993-1998 |
| 9                                      | Filippine (bandiera) | Samboy Lim      | G         | 1987-1997 |
| 12                                     | Filippine (bandiera) | Yves Dignadice  | A/C       | 1987-1997 |
| 14                                     | Filippine (bandiera) | Hector Calma    | G         | 1986-1994 |
| 17                                     | Filippine (bandiera) | Olsen Racela    | G         | 1997-2011 |
| 19                                     | Filippine (bandiera) | Ramon Fernandez | C         | 1988-1995 |
| 29                                     | Filippine (bandiera) | Arwind Santos   | A         | 2009-2021 |